# Рамоння
Рамоння (рос. Рамонье) — село в Аннинському районі Воронезької області Російської Федерації.
Населення становить 864 особи (2010). Входить до складу муніципального утворення Рамоньське сільське поселення.

## Історія
Населений пункт розташований у історичному регіоні Чорнозем'я. 
За даними на 1859 рік у державному селі Новохоперського повіту Воронізької губернії мешкало 1259 осіб (912 чоловіків та 936 жінок), налічувалось 214 дворових господарств, діяла православна церква.
Станом на 1886 рік у селі Ярковської волості Новохоперського повіту населення становило 2500 осіб, налічувалось 329 дворів, діяли православна церква, 5 лавок, відбувались базари по неділях та 4 ярмарки на рік.
За переписом 1897 року кількість мешканців зросла до 2525 осіб (1269 чоловічої статі та 1256 — жіночої), з яких 2525 — православної віри.
За даними на 1900 рік населення зросло до 2675 осіб (1391 чоловічої статі та 1284 — жіночої), налічувалось 390 дворових господарств, існувало 5 суспільних будівель, діяли земська та церковно-парафіяльна школа, шинок та  винна лавка, 2 ярмаркових сараї, відбувались базари по неділях та 4 ярмарки на рік.
Від 1928 року належить до Аннинського району, спочатку в складі Центрально-Чорноземної області, а від 1934 року — Воронезької області.
Згідно із законом від 15 жовтня 2004 року входить до складу муніципального утворення Рамоньське сільське поселення.

## Населення
| 2000 | 2005  | 2010 |
| ---- | ----- | ---- |
| 1272 | ↘1094 | ↘864 |